# Orquestra Pau Casals
L'Orquestra Pau Casals va ser una orquestra simfònica fundada i dirigida per Pau Casals, que va funcionar a Barcelona entre 1920 i 1937. Va ser una de les millors orquestres del moment i va contribuir a donar a conèixer moltes obres del repertori clàssic a Barcelona. Feia els seus concerts al Palau de la Música Catalana.
El fons de l'Orquestra Pau Casals es conserva a la Biblioteca de Catalunya.

## Plantejament
El 1919, Pau Casals va tenir la idea de crear una orquestra a Barcelona, amb l'objectiu principal que la ciutat comptés amb una orquestra de qualitat que difongués el gran repertori musical: no només les obres de repertori (moltes de les quals encara no s'havien fet a Barcelona), sinó també obres de compositors contemporanis; a més, faria que vinguessin a la ciutat els millors solistes mundials. Va moure Casals un ideal patriòtic que "l'obligava" a participar en la vida musical del seu país, i millorar-ne la situació.
Primer intentà de col·laborar amb la ja existent Orquestra Simfònica de Barcelona, que, a judici de Casals, estava mancada de recursos financers sòlids i d'una organització i metodologia de treball adequades. La manca de respostes positives el portà a plantejar la creació d'una nova formació.
Amb l'ajut del seu germà Enric Casals, va trobar suports i es va constituir un consell directiu per a l'organització, on hi col·laboraren Felip Capdevila, com a tresorer, Joaquim Pena, com a secretari, i Carles Vidal i Quadres com a president. Pau Casals va contractar 88 músics (66 eren de l'Orquestra Simfònica del Gran Teatre del Liceu), pagant-los ell mateix, i van començar amb un rigorós programa d'assaigs, treballant-hi en aspectes com l'afinació, que llavors no eren habituals a les orquestres de Barcelona. Casals, com a director, va aconseguir de crear un clima de fervor que va fer que els músics rendissin al màxim i s'hi sentissin responsables d'una obra que anava més enllà de la interpretació pura i simple.
Un d'aquests músics contractats des de la seva creació va ser Josep Nori Zavalloni, un clarinetista italià que el mateix Pau Casals volia expressament que hi formés part:
L'únic incident digne de menció es produí en parlar del primer clarinet, perquè el meu germà vivament digué: «Vull en Nori». […] El meu germà en una ocasió l'havia sentit i veié en ell un gran artista. «Vull en Nori», repetí el meu germà. En Forns quedà emmudit. Quan parlà, digué: «Mestre, en Nori només fa grans cabrioles amb el clarinet per engrescar els pagesos que li contracten l'orquestra». «Vull en Nori, que és un gran artista»
Poc després d'haver-se presentat en públic l'orquestra, se'n va constituir un patronat amb l'objectiu d'ajudar al finançament de l'orquestra, que no rebia cap mena de subvenció públic ni ajuts de l'administració. Aquest finançament, en bona part, va estar a càrrec del mateix Casals, que hi va dedicar una part important dels seus guanys com a concertista i mai no va cobrar el seu treball amb l'orquestra. Els membres del patronat, que sobrepassaven el miler, abonaven una quota doble i col·laboraven com a socis protectors; a canvi, Casals feia un recital l'any (l'únic que llavors feia el músic a Barcelona), exclusivament per a ells.
El projecte era de fer uns vint concert per temporada: deu a la tardor, abans de començar la temporada del Gran Teatre del Liceu, i deu a la primavera, un cop acabada la temporada de primavera del teatre. Així, els músics de l'orquestra que formaven part de la del Liceu no veien interferit el seu treball.

## Activitat pública
El 13 d'octubre de 1920 es donà el primer concert de l'Orquestra Pau Casals al Palau de la Música Catalana.
Al començament, el món musical de Barcelona no en va fer gaire cas ni hi va donar suport. En poc temps, però, l'orquestra va consolidar-se i va assolir un alt nivell de qualitat, que li va permetre d'enfrontar obres del repertori complexes, sovint inèdites a Barcelona, com els grans oratoris de Bach, Les estacions i La creació de Franz Joseph Haydn (1932), David penitent de Mozart (1933), la Missa en si' de Franz Schubert, la Simfonia dels salms d'Igor Stravinski (el 1934, dirigida per l'autor) o la Missa solemnis, la novena simfonia o Crist a l'hort de les oliveres de Beethoven.
La fama de Casals va fer que nombrosos solistes de prestigi internacional volguessin col·laborar amb l'orquestra. Entre ells: Gaspar Cassadó (des de 1921, diversos cops), Wanda Landowska (1921), Alfred Cortot (1922, 1927, 1929, 1933), Alfredo Casella al piano (1922), Mieczyslaw Horzowski, Elisabeth Schumann (1923), Blanche Selva (1926), Jacques Thibaud (1927, 1929), Eugène Ysaye (en la seva darrera actuació com a solista, tocant el concert de Beethoven), Horace Britt, Harold Bauer (1927), Donald Francis Tovey (1927 i 1928), Charles Panzéra, Ildebrando Pizzetti, Baltasar Samper, Robert Gerhard (1931), Joan Manén, Arnold Schönberg (1932), Erich Wolfgang Korngold, Pierre Fournier (1934)... Això no obstant, una de les seves principals solistes per a grans oratoris i destacades obres com la Novena Simfonia de Beethoven fou la prestigiosa liederista Conxita Badia, que actuà amb Casals i la seva orquestra en més de trenta ocasions.
La van dirigir Adrian Boult, Serge Koussevitzky (1922), Richard Strauss, Igor Stravinski, Max von Schillings (1925), Alexander von Zemlinsky, Manuel de Falla (1926), Eugène Ysaye (1927), Joaquín Turina (1928), Alfredo Casella (1929), Vincent d'Indy (1930), Ernesto Halffter, Ildebrando Pizzetti (1931), Anton Webern (1931, 1936), Arnold Schönberg (1932), Enrique Fernández Arbós (1932, 1935), Fritz Busch (1933, 1934), Joaquim Zamacois, Jaume Pahissa i Jo, Enric Morera, Joaquim Serra i Corominas, Erich Wolfgang Korngold (1934), Ernest Ansermet, Hermann Scherchen (1936), Arthur Honegger, etc.
A més, en van ser col·laboradors habituals músics com Enric Casals, Eduard Toldrà, Joan Lamote de Grignon, Emili Vendrell, Conxita Badia, Mercè Plantada, Emili Sagi-Barba, Alexandre Vilalta, Blai Net, Concepció Callao, Joan Pich Santasusana, etc.
També van estrenar obres d'autors com Juli Garreta (Les illes Medes, 1923, i el Concert per a violí i orquestra, 1925), Jaume Pahissa i Jo (Sinfonietta, 1921, Monodia, 1925, i Suite intertonal, 1926), Manuel Blancafort (El rapte de les sabines) o el mateix Casals (la Sardana per a 32 violoncels, 1929). L'estrena mundial del Concerto per a clavecí i cinc instruments de Manuel de Falla, el 1926, van fer-la cinc músics de l'Orquestra Pau Casals, dirigits per l'autor. El 1936 va estrenar el Concert per a violí i orquestra, a la memòria d'un àngel d'Alban Berg.
El 1928 va fer un homenatge a Joaquín Turina, qui va dirigir obres seves (entre elles, l'estrena a Espanya del seu ballet Ritmos).
També va actuar fora del Palau: el 1925 va actuar al Coliseum i el 1925 va fer vuit concerts al Gran Teatre del Liceu, dirigida per Richard Strauss, Igor Stravinski, Max von Schillings, Hans Winderstein i Cril Slaviansky d'Agreneff; el 1926 hi va actuar dirigida per Zemlinsky. El 1922 i 1923 ja havia tocat al Liceu. El 1926 va fer un concert popular al Teatre Circ Olympia. El 15 d'abril de 1931, l'endemà de la proclamació de la República, va fer-se un concert al Palau Nacional de Montjuic, on s'interpretà la novena simfonia de Beethoven, amb l'Orfeó Gracienc. Al mateix lloc, l'orquestra tocà el 1934, a l'homenatge que Barcelona va tributar a Pau Casals.
Fora de Barcelona, va actuar en altres ciutats catalanes, com el Vendrell (1927). El maig de 1924 va actuar a l'Hotel de Ville i al Théâtre des Champs Élysées de París.
Sovint, en les obres corals, va col·laborar amb l'Orfeó Gracienc, a més de l'Orfeó Català. El 1936 va ser una de les orquestres més actives en el curs del Festival de la Societat Internacional de Música Contemporània que va tenir lloc a Barcelona. En el seu transcurs, va ser dirigida per reconeguts músics, i va estrenar algunes obres, com el Concert per a violí de Berg.
Durant els anys de la República, es parlà de la intenció de la Generalitat de Catalunya de convertir l'Orquestra Pau Casals en orquestra nacional, amb el nom d'Orquestra de Catalunya. L'esclat de la guerra va impedir que s'arribés a fer.

## Els concerts populars de l'Associació Obrera de Concerts
Des del 1926, l'Orquestra Pau Casals va ser l'orquestra de l'Associació Obrera de Concerts, fundada per Pau Casals amb l'objecte d'apropar els obrers i treballadors a la música. A canvi d'una quota petita (sis pesetes l'any), podien anar-hi a sis concerts l'any, que es feien els diumenges al matí. Aquests concerts, reservats als socis, que en van arribar a ser 3.000, van assolir un gran èxit, amb 300.000 espectadors en els seus anys de vida, i van contribuir a difondre la música en un públic que fins al moment no hi havia tingut accés. L'experiència va ser imitada en altres llocs.

## Final
L'orquestra havia d'inaugurar l'Olimpíada Popular de Barcelona de 1936, amb un concert al Teatre Grec on s'interpretaria la Novena Simfonia de Ludwig van Beethoven. Durant els assaigs al Palau de la Música, es va comunicar la revolta militar del 18 de juliol. Casals narra com l'orquestra, la solista Conxita Badia i l'Orfeó Gracienc van interpretar, sense públic, l'últim moviment, com un cant a la pau. El concert no es va arribar a fer.
Els esdeveniments de la guerra i la repressió posterior impediren que l'orquestra tornés a trobar-se. La seva història pública es pot donar per acabada el 1936.

## Enregistraments
Hi ha diversos enregistraments conservats de l'Orquestra Pau Casals. Un d'ells és del concert fet a Barcelona el juny de 1929 en què Pau Casals, violoncel, i Jacques Thibaud, violí, interpreten el Doble concert de Johannes Brahms, dirigits per Alfred Cortot.